# آندریا لی
آندریا لی (انگلیسی: Andrea Lee؛ زادهٔ ۱۱ فوریهٔ ۱۹۸۹) ورزشکار هنرهای رزمی ترکیبی 
و جودوکار اهل ایالات متحده آمریکا است.